# Efekt białego fartucha
Efekt białego fartucha – reakcja pacjenta w obecności personelu medycznego związana z nagłym wzrostem ciśnienia krwi. Obserwowana w przypadkach nadciśnienia tętniczego, w okresie ciąży, w cukrzycy II typu.
Powtarzający się wzrost ciśnienia w czasie kolejnych wizyt lekarskich, gdy badanie ciśnienia w warunkach domowych wykazuje wartości prawidłowe nazywany jest nadciśnieniem białego fartucha.